# 스포티파이 키즈
스포티파이 키즈(Spotify Kids)는 부모에게 부모의 통제를 제공하면서 아이들이 스포티파이를 탐색할 수 있도록 하는 모바일 앱이다. 그 앱은 또한 오디오북, 자장가, 그리고 잠자리 이야기와 같은 아이들을 위한 큐레이션된 콘텐츠를 포함한다. 스포티파이의 프리미엄 패밀리 가입 요금제 가입자만 이 앱에 접속할 수 있어 요금제 가입 활성화 방안으로 설명돼 왔다.

## 기능
스포티파이 키즈는 자녀들이 부모의 통제 하에 스포티파이를 탐색할 수 있는 모바일 앱이다. 이 앱을 통해 부모들은 자녀의 듣기 기록을 보고, 특정 노래를 차단하며, 재생 목록을 자녀와 공유할 수 있다. 이 앱은 또한 따라 부르는 노래, 어린 아이들을 위해 고안된 재생 목록, 그리고 큐레이션된 오디오북, 자장가, 그리고 잠자리 이야기를 포함한다. 이 서비스는 Spotify의 프리미엄 제품군 가입 요금제에 포함되어 있으며, 이 요금제 가입자의 독점 서비스이다. 사용자는 처음 시작할 때 특정 연령 그룹에 대해 앱을 구성할 수 있다.
스포티파이 키즈의 재생목록은 디스커버리 키즈, 니켈로니언, 유니버셜 픽처스, 그리고 월트 디즈니 스튜디오를 등의 그룹들에게 관리된다. 스포티파이 키즈 앱의 모든 콘텐츠는 편집자가 관리한다. 2021년 3월 현재 약 8,000곡의 노래가 플랫폼에서 이용 가능하다.
스포티파이 키즈 앱은 디자인이 화려하고 앱이 구성된 연령대에 따라 사용자 인터페이스가 달라진다.

## 목적
스포티파이 키즈(Spotify Kids)는 어린이가 사용하는 앱의 동의 및 데이터 수집에 관한 규정을 준수하도록 설계되었다. 테크크런치는 "스포티파이의 최상위 가입인 월 14.99달러(USD) 프리미엄 패밀리 플랜 가입을 활성화하기 위해 대규모로 기획됐다"고 설명했다.

## 출시
스포티파이 키즈는 iOS와 안드로이드에서 사용할 수 있다. 2019년 10월 아일랜드에서 베타 테스트를 거친 후 2020년 2월 11일 영국 전역에서 베타 버전으로 출시되었다. 그것은 나중에 스웨덴, 덴마크, 호주, 뉴질랜드, 멕시코, 아르헨티나, 브라질에서 출시되었다. 2021년 3월 31일 프랑스, 캐나다, 미국에서 출시되었다.

## 같이 보기
- 스포티파이